# Гоце Делчев
Георги Николов Делчев (мкд. Ѓорѓи Николов Делчев, буг. Георги Николов Делчев; 4. фебруар 1872 — 4. мај 1903), познатији као Гоце Делчев (према старијој бугарској ортографији Гоце Дѣлчевъ), био је македонско-бугарски револуционар (комита), који је дјеловао у Македонији и Једренској области под османском влашћу на прелазу у 20. вијек. Био је најутицајнији вођа Унутрашње македонске револуционарне организације (ВМРО), тајног револуционарног друштва које је дјеловало на османским територијама на Балкану крајем 19. и почетком 20. вијека. Делчев је био представник организације у бугарској пријестоници Софији. Као такав, изабран је и за члана Врховног македонско-једренског комитета (ВМОК), учествујући у раду управног тијела. Погинуо је у борби са османским трупама уочи Илинданско-преображењског устанка.
Рођен у бугарској породици у Кукушу, тада у Солунском вилајету Османском царству, у младости је био инспирисан идеалима ранијих бугарских револуционара као што су Васил Левски и Христо Ботев, који су замислили стварање бугарске републике етничке и религијске равноправности, као дијела замишљене Балканске федерације. Делчев је завршио средњу школу у Солунској бугарској мушкој гимназији и уписао се у Војну школу Његовог кнежевског височанства у Софији, али је одатле отпуштен, само мјесец дана прије дипломирања, због љевичарских политичких убјеђења. Затим се вратио у османску Македонију као бугарски учитељ и одмах постао активиста новооснованог револуционарног покрета 1894. године.
Иако је сматрао да је насљедник бугарске револуционарне традиције, Делчев је као привржени републиканац био разочаран стварношћу у постослободилачкој бугарској монархији. Код њега, као и код многих македонских Бугара, поријеклом из области са мјешовитим становништвом, идеја да се буде „Македонац” добија на значају извјесне старосједелачке лојалности, која је изградила специфичан дух „мјесног патриотизма” и „мултиетничког регионализма”. Задржао је слоган који је заговарао Вилијам Гледстон, „Македонија Македонцима”, који је обухватао све различите националности које насељавају ову област. На тај начин, његов поглед је укључивао широк спектар тако различитих идеја као што су бугарски патриотизам, македонски регионализам, антинационализам и рани социјализам. Као резултат тога, његова политичка агенда је постала успостављена кроз револуцију аутономне македонско-једренске наднационалне државе у оквиру Османског царства, као увод у њено укључење у будућу Балканску федерацију. Иако је био образован у духу бугарског национализма, ревидирао је статут организације, према којем је до тада чланство било ограничено само на Бугаре. На овај начин истицао је значај сарадње свих етничких група на наведеним територијама у циљу стицања политичке аутономије.
Данас се Гоце Делчев сматра националним јунаком у Бугарској, као и у Сјеверној Македонији, гдје се тврди да је био један од оснивача македонског националног покрета. Македонски историчари инсистирају да је тадашњи историјски мит о Делчеву имао толико значај да је важнији од свих историјских истраживања и докумената и стога о његовој етничкој идентификацији не треба расправљати. Упркос таквих контроверзним македонским историјским тумачењима, Делчев је имао јасан бугарски етнички идентитет и своје сународнике је сматрао Бугарима.

## Биографија

### Револуционарна делатност
Рођен је 4. фебруара (23. јануара по јулијанском календару) 1872. у Кукушу у Егејској Македонији (грч. Килкис у данашњој сјеверној Грчкој), као прво мушко дијете, треће по реду у бројној породици Делчев која је имала укупно деветоро дјеце. Делчев је потекао из релативно добро ситуиране породице. Његов отац Никола Делчев, био је Кукушанац, а његова мајка Султана Нурџиева потицала је из оближњег села Морарци. Од 1879. до 1880. године, Гоце (Георги) Делчев ишао је у прогимназију Бугарске егзархије у Кукушу. Затим је завршио средњу школу у Солунској бугарској мушкој гимназији која је деловала под окриљем Бугарске егзархије. Уписао је Војну академију у Софији у Бугарској 1891. године. Касније, као питомац војне школе у Софији, тајно је посјећивао социјалистичке скупове и ширио социјалистичку литературу, због чега је искључен из школе. Делчев је постао бугарски учитељ у гимназији Бугарске егзархије у Штипу 1894. године, гдје се упознаје са Дамјаном Груевом, једним од оснивача револуционарне организације. Као резултат блиског пријатељства међу њима, Делчев се придружио тој Организацији 1895. године, убрзо поставши њен вођа.
Године 1896, у Солуну се одржао конгрес македонско-једренских револуционара. Конгресу је присуствовао и Гоце Делчев. Гоце Делчев и Ђорче Петров саставили су Правилник и Устав организације, који је носио назив Устав Бугарских македонско-једренских револуционарних комитета. У то вријеме организација је почела да се зове и Унутрашња македонско-једренска револуционарна организација (ВМОРО). Почетком јануара 1898. године установљен је четнички институт, а Гоце Делчев је постао начелник свих чета у Македонији.
Циљ организације била је аутономија Македоније и једренске Тракије.
Да одстрани, или бар да смањи дјеловање бугарског двора и његовог тзв. Врховног македонско-једренског комитета у Македонији и Тракији, Гоце је активно радио против њиховог мијешања у рад Револуционарне организације, која је била јединствен представник македонско-једренског ослободилачког устанка. Званичној Бугарској Гоце је поручио да не мисли на Македонију, већ да чува своју територију, а Македонци ће чувати Македонију.
На редовном савјетовању децембра 1902. године, Гоце Делчев, Даме Груев, Јане Сандански и др. творци ТМОРО-а ријешили су да се не диже фронтални устанак у Македонији и Тракији, већ да се води герилски рат. Циљ, као што је изјавио Гоце, треба да буде: „не да ми побиједимо Турску, већ да она не побиједи нас.” Затим је Гоце отишао на терен.
У јануару 1903. године, Гоце Делчев се изјаснио отворено како је он први против подизања устанка у Македонији и Тракији те године. На његову иницијативу у Софији је организовано савјетовање групе македонско-једренских револуционара, међу којима су били Гоце Делчев, Ђорче Петров, Јане Сандански, Пере Тошев, Михаил Герџиков и други из ТМОРО. Разматрао се приједлог о подизању устанка. Излагали су своја мишљења Гоце Делчев, Јане Сандански, Ђорче Петров и др. Они су сматрали да унутрашња и међународна ситуација у Македонији није погодна за дизање устанка, и скуп се изјаснио против њега.
Дана 19. јануара 1903. године, Гоце Делчев са четом креће за Македонију, а са њим и Јаворов. Истог дана стижу у Самоков. 19. марта 1903. Гоце Делчев са својом четом минира мост на ријеци Ангисти, а у ваздух је дигнут и тунел на железничкој прузи. Од 19. до 20. априла исте године Гоце Делчев пристиже у Солун и смјешта се у просторе Солунске бугарске мушке гимназије. Ту се неколико пута среће са Даметом Груевом и са њим разматра подизање устанка. Гоце напушта Солун и возом иде у Серес. Увече 2. маја 1903. Гоце Делчев пристиже у село Баницу близу Сереса. О пристигнућу Гоца Делчева у Баницу извијешћени су Турци. У зору 4. маја 1903. године, Гоце Делчев и и његова дружина обавијештени су од стране својих јатака да су опкољени турском војском. Гоце наређује људима да излазе из кућа и да се повлаче како би се спасли турског зулума. У борбама приликом излажења из села Банице, Гоце Делчев је био погођен у лијеви дио груди и пао је мртав.
Гоце Делчев у Северној Македонији и Бугарској слови за народног хероја. Његово име је постало легенда и идеал свим каснијим организацијама које су се залагале за независност Македоније.
Августа 1903. године, на празник Илиндан, у Македонији је подигнут тзв. Илиндански устанак против турске власти. Иако Гоце Делчев, који је погинуо у мају те године, није учествовао у њему, устаници су били надахнути његовим револуционарним идејама.
Посмртни остаци Гоце Делчева се чувају у каменом саркофагу, у дворишту цркве Свети Спас у главном граду Северне Македоније, као што је била жеља и завештање Македонаца, његових следбеника који су се потрудили да сачувају његове кости. „Заклињемо идућа поколења свете кости да буду сахрањене у будућој престоници слободне и независне Македоније”.

## Етничка припадност
Гоце Делчев је за себе говорио да је Бугарин. У разочараном писму Николи Малешевском Делчев пише: „Поделе нас уопште не плаше. Заиста је штета, али шта можемо да урадимо када смо Бугари и сви патимо од једне заједничке болести. Да та болест није постојала у нашим прецима, од којих смо је наследили, они не би пали под ружним жезлом турских султана.”